# Нижнемихайловская культура
Нижнемихайловская культура (или культурная группа) — археологическая культура позднего энеолита (около 3600—3000 года до н. э.), существовавшая в низовьях Днепра. Слои нижнемихайловской культуры непосредственно предшествуют ямной культуре в поселении Михайловка I, известном своими укреплениями указанного периода.
По происхождению михайловская культура, возможно, связана с кеми-обинской и, с высокой вероятностью, контактировала с майкопской.
Нижний горизонт среднего слоя археологического памятника Михайловка датируется 3646-3348 гг. до н. э., а верхний горизонт — 3371-3026 гг. до н. э. Образец зуба из нижнего горизонта среднего слоя, датируемый 3635-3383 гг. до н. э., был генетически идентифицирован как самый ранний образец ямного генетического компонента в Северном Причерноморье.